# Бернард Ворхоф
Бернард Ворхоф (Лир, 10. маја 1910. — Лир, 18. фебруара 1974) био је белгијски фудбалер, најбољи стрелац репрезентације Белгије од 1940. године са 30 голова на 61 утакмици. Придружио му се Пол Ван Химст 1974. године коме је требало 81 меч да постигне исти број голова. Обојицу су сада надмашили Ромелу Лукаку и Едан Азар.

## Каријера
Каријеру је започео у Лирс СК и остао тамо 21 годину. Са Лирсом је постигао 350 голова на 529 утакмица и освојио 2 белгијске титуле прве дивизије и трећу незваничну титулу у скраћеној сезони 1940–41. Такође је играо једну сезону са Монтегнеом пре него што се повукао 1949. године, у 39. години.
Ворхоф је играо на Светским куповима 1930, 1934 и 1938, и био је један од шест људи (5 играча и један званичник меча) који су се појављивали на сва три предратна Светска купа. На Светском купу који се одржао у Италији, Ворхоф је два пута постигао голове у поразу Белгије од Немачке 2:5, 27. маја 1934. године. Ово су били први белгијски голови на ФИФА Светском купу, пошто белгијска репрезентација 1930. године није успела да нађе мрежу.
Држао је рекорд наступа за белгијску репрезентацију од 5. маја 1938. (кад је изједначио укупан број Арманда Свартенброекса ) до 13. априла 1958, када је његов укупни број надмашио Вик Мис.